# Ocqueville
Ocqueville és un municipi francès situat al departament del Sena Marítim i a la regió de Normandia. L'any 2007 tenia 451 habitants.

## Demografia

### Població
El 2007 la població de fet d'Ocqueville era de 451 persones. Hi havia 166 famílies de les quals 28 eren unipersonals (12 homes vivint sols i 16 dones vivint soles), 55 parelles sense fills, 71 parelles amb fills i 12 famílies monoparentals amb fills.
La població ha evolucionat segons el següent gràfic:
Habitants censats

### Habitatges
El 2007 hi havia 201 habitatges, 166 eren l'habitatge principal de la família, 22 eren segones residències i 13 estaven desocupats. 196 eren cases i 4 eren apartaments. Dels 166 habitatges principals, 113 estaven ocupats pels seus propietaris i 53 estaven llogats i ocupats pels llogaters; 1 tenia una cambra, 3 en tenien dues, 16 en tenien tres, 43 en tenien quatre i 103 en tenien cinc o més. 127 habitatges disposaven pel capbaix d'una plaça de pàrquing. A 69 habitatges hi havia un automòbil i a 89 n'hi havia dos o més.

### Piràmide de població
La piràmide de població per edats i sexe el 2009 era:
| Homes | Edats   | Dones |
| ----- | ------- | ----- |
| 0     | 95 o +  | 0     |
| 0     | 90 a 94 | 0     |
| 8     | 85 a 89 | 4     |
| 0     | 80 a 84 | 0     |
| 4     | 75 a 79 | 8     |
| 8     | 70 a 74 | 4     |
| 4     | 65 a 69 | 12    |
| 4     | 60 a 64 | 12    |
| 20    | 55 a 59 | 8     |
| 12    | 50 a 54 | 16    |
| 12    | 45 a 49 | 8     |
| 8     | 40 a 44 | 20    |
| 28    | 35 a 39 | 20    |
| 16    | 30 a 34 | 16    |
| 16    | 25 a 29 | 12    |
| 8     | 20 a 24 | 8     |
| 16    | 15 a 19 | 16    |
| 32    | 10 a 14 | 20    |
| 20    | 5 a 9   | 16    |
| 0     | 0 a 4   | 24    |

## Economia
El 2007 la població en edat de treballar era de 284 persones, 198 eren actives i 86 eren inactives. De les 198 persones actives 177 estaven ocupades (100 homes i 77 dones) i 21 estaven aturades (6 homes i 15 dones). De les 86 persones inactives 36 estaven jubilades, 18 estaven estudiant i 32 estaven classificades com a «altres inactius».

### Ingressos
El 2009 a Ocqueville hi havia 171 unitats fiscals que integraven 462 persones, la mediana anual d'ingressos fiscals per persona era de 15.983 €.

### Activitats econòmiques
Dels 4 establiments que hi havia el 2007, 2 eren d'empreses de construcció, 1 d'una empresa immobiliària i 1 d'una empresa de serveis.
Dels 2 establiments de servei als particulars que hi havia el 2009, 1 era una lampisteria i 1 agència de treball temporal.
L'any 2000 a Ocqueville hi havia 13 explotacions agrícoles que ocupaven un total de 790 hectàrees.

## Equipaments sanitaris i escolars
El 2009 hi havia una escola elemental integrada dins d'un grup escolar amb les comunes properes formant una escola dispersa.

## Poblacions més properes
El següent diagrama mostra les poblacions més properes.